# Munggu (Bungkal)
Munggu is een bestuurslaag in het regentschap Ponorogo van de provincie Oost-Java, Indonesië. Munggu telt 3598 inwoners (volkstelling 2010).